# Cogito ergo sum

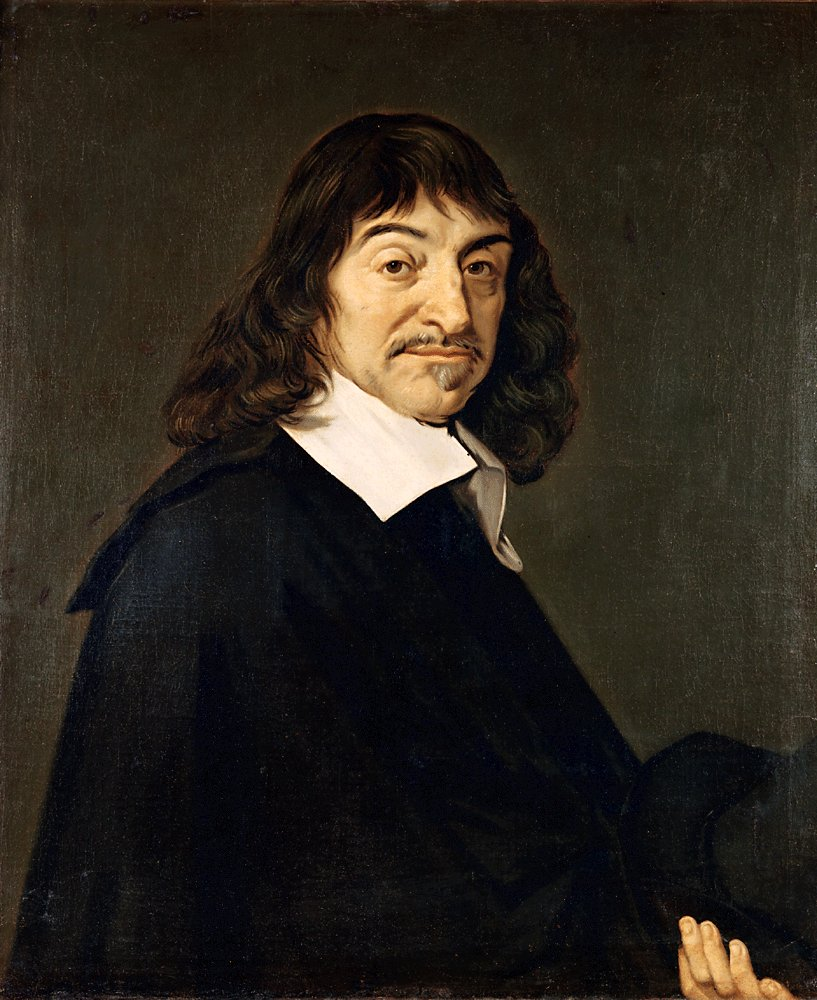
René Descartes (1596–1650)

Věta Cogito ergo sum (Myslím, tedy jsem), zkráceně Cogito, je jádro Descartova pokusu o nové založení filosofické jistoty. I kdybych o všech jistotách, včetně smyslových vjemů mohl pochybovat, věta „myslím, tedy jsem“ je ve chvíli, kdy je vyslovena, nutně pravdivá.

## Předchůdci
Myšlenka, že v každé vědomé činnosti – jakmile si ji uvědomím – mám zároveň také jakýsi přímý přístup k sobě samému a tedy bezprostřední jistotu, že jsem, se vyskytuje už ve starověké filosofii. Tak Platónův Sókratés mluví o „poznání poznávání“ (řecky noésis noéseós). Ještě zřetelněji vykládá tuto myšlenku v celé její šíři Aristotelés:
| „                                                       | Je-li tedy život sám o sobě dobrý a žádoucí, a když si pak vidoucí uvědomí, že vidí, slyšící, že slyší, jdoucí, že jde, a když máme i pro všechny ostatní činnosti vědomí, že jsme činní, takže vnímáme, že vnímáme, a myslíme, že myslíme, je to pro nás známka, že jsme. | “ |
| — Aristotelés, Etika Nikomachova IX.9., 1170a25 a násl. | |   |

Příležitostně se vyskytuje i u Augustina, u Avicenny a dalších.

## Descartes
Na rozdíl od svých předchůdců, kteří o skutečnosti světa nepochybovali, Descartes žil v době hluboké nejistoty a skepse, kdy se zdálo, že se všechny jistoty – zejména jistota křesťanského Zjevení – v občanských válkách a sporech o výklad Bible zhroutily. Descartova originalita spočívá tedy v tom, že tuto bezprostřední sebejistotu myslícího subjektu použil jako nezpochybnitelný základ, který všem pochybnostem odolá a spolu s přesvědčením o Boží pravdivosti umožní bezpečně založit i myšlení o vnějším světě.
Descartova kritická filosofie začíná (metodickou) pochybností nejen o různých myšlenkách a názorech, ale i o smyslových vjemech: připusťme, že to všechno by mohl být klam, omyl – zbývá jen jediná jistota, totiž sebejistota myslícího, že v okamžiku, kdy si uvědomuje, že myslí (vnímá, chce, hledá, pochybuje a podobně), také existuje.
| „                                  | ... odhodlal jsem se předstírat, že všechno, co mi kdy přišlo na mysl, není o nic pravdivější než přeludy mých snů. Ale hned nato jsem si všiml, že když jsem chtěl takto myslet, že to všechno není pravda, musel jsem nutně já, který to myslí, něčím být. Když tedy tato pravda: Já myslím, tedy jsem je tak pevná a zaručená, že ani ty nejpodivnější předpoklady skeptiků jí nemohou otřást, usoudil jsem, že ji mohu bez váhání přijmout jako první princip filosofie, který jsem hledal. | “ |
| — Descartes, Rozprava o metodě IV. | |   |

| „                                         | Když takto odmítneme všechno, o čem bychom mohli pochybovat, a dokonce předstíráme, že to není pravda, můžeme předpokládat, že není Bůh ani nebe a země a že nemáme žádné tělo. Nemůžeme však předpokládat že bychom během tohoto pochybování o pravdivosti všeho nebyli. (...) Ani přes ty nejpodivnější předpoklady se nemůžeme zbavit přesvědčení, že tento závěr Já myslím, tedy jsem je pravdivý, a tudíž i ten první a nejjistější, který se nabízí tomu, kdo řádně myslí. | “ |
| — Descartes, Principia philosophiae, I.7. | |   |

Descartův „obrat“ tedy neznamená, že by filosof hlásal radikální pochybnost a skepsi, nýbrž že i když připustí ty nejpodivnější předpoklady skeptiků, může něco jistého bezpečně tvrdit. Nemusí se opírat o žádné nezajištěné předpoklady a není odkázán na žádnou vnější autoritu, jež by zaručovala pravdivost jeho závěrů, nýbrž vystačí si s bezprostřední sebejistotou myslícího. Na této myšlence se pak zakládá celé novověké myšlení, které se snažilo zbavit závislosti na autoritách, zejména teologických. Novověcí filosofové od Locka přes Kanta až po Husserla pak věnovali hlavní pozornost sebereflexi čili vědomí sebe, otázkám lidského poznávání, jeho možností, podmínek i hranic.

## Kritika
Starší kritiky vesměs nepostřehly radikální jinakost Descartova východiska a větu chápaly jako obecné tvrzení „ve třetí osobě“, jako sylogismus „cokoliv myslí, jest“, a nikoli jako prosté konstatování zcela základní a bezprostřední evidence. Proto se námitky jeho současníků i dalších filosofů vesměs míjejí cílem. Descartes sám si patrně také uvědomil toto nebezpečí a v „Meditacích o první filosofii“ proto vyjádřil tutéž myšlenku ještě zřetelněji, bez vyvozovací formule ergo („tedy“):
| „                                            | Takže když to dobře rozmyslíme a všechno pečlivě prozkoumáme, musíme dojít k závěru a trvat na tom, že věta: „Já jsem, já existuji“ je nutně pravdivá, kdykoli ji vyslovím nebo pojmu ve svém duchu. | “ |
| — Descartes, Meditace o první filosofii, II. | |   |

Jako argument se tedy Cogito v Descartově pojetí může odvolávat jen na shodnou vlastní zkušenost myslícího čtenáře, nikoli na obecnou pravdivost sylogismu apod. Na tuto okolnost znovu upozornil Husserl.
Moderní kritikové se většinou zaměřují na jiné problematické důsledky Cogito, zejména na neudržitelnou představu striktního dualismu duše a těla: myslící „já“ není čistý duch, který by se dal beze zbytku oddělit od těla. Descartes toto oddělení potřeboval, aby se zbavil zpochybnitelných odkazů na smyslovou skutečnost; moderní filosofie však naopak zdůrazňuje, že prvotní evidencí člověka není myšlení, nýbrž zkušenost, v níž subjekt není prvotně od svého předmětu tak zásadně oddělen, ale naopak spojen intencí. Ještě radikálněji se descartovský dualismus snaží překonat Heidegger v prvních kapitolách Bytí a času: „Základní vztah člověka ke světu není vztah nezávislého a osamělého pozorovatele nějakého ,vnějšího světa‘. Člověk je bytost, která vždy už je na světě, která se o svůj život musí především starat a myšlení i řeč jsou prostředky, jak se snaží tomuto svému pobytu rozumět.“

## Dubito, ergo cogito ergo sum
V této podobě se věta u Descarta nikde nevyskytuje a přídavek „pochybuji“ (dubito) se objevuje až v předmluvě z roku 1765, podepsané patrně pseudonymem Thomas, která byla převzata do vydání V. Cousina a je k dispozici i na internetu (Bnf/Gallica nebo [nedostupný zdroj]). Tento dodatek zavádí pozornost nesprávným směrem, jako kdyby se Descartův argument zakládal právě na pochybnosti, a nikoli na jakékoli uvědomělé myšlenkové činnosti. Descartovi přitom jde o překonání pochybností, ne o pochybování jako takové. Thomasova formulace také prohlubuje nebezpečí nedorozumění, o němž jsme se zmínili výše.